# 런젠신
런젠신(중국어: 任建新, 병음: Rén Jiànxīn 임건신[*], 1925년 산시성 린펀시 샹펀현 ~ )은 중화인민공화국의 정치인이자 법관이다. 1946년 베이징 대학 화학공학과에 입학하였으며 1948년 중국 공산당에 입당하였다. 1950년 이후 중공 국무원 법제국 비서 등을 거쳤고 1983년 최고인민법원 부원장, 1988년부터 1998년까지 최고인민법원 원장을 역임했다.

## 경력
- 1992 — 1997년, 제14기 중국공산당 중앙위원, 중앙서기처 서기, 중앙정치법률위원회 서기
- 1997 — 2002년, 제15기 중국 공산당 전국대표대회 대표
- 1997 — 현재, 중국법관학원 원장
- 1997 — 2003년, 중국법학회장
- 1998 — 2003년, 제9기 중국인민정치협상회의 전국위원회 부위원장